# Cruzília

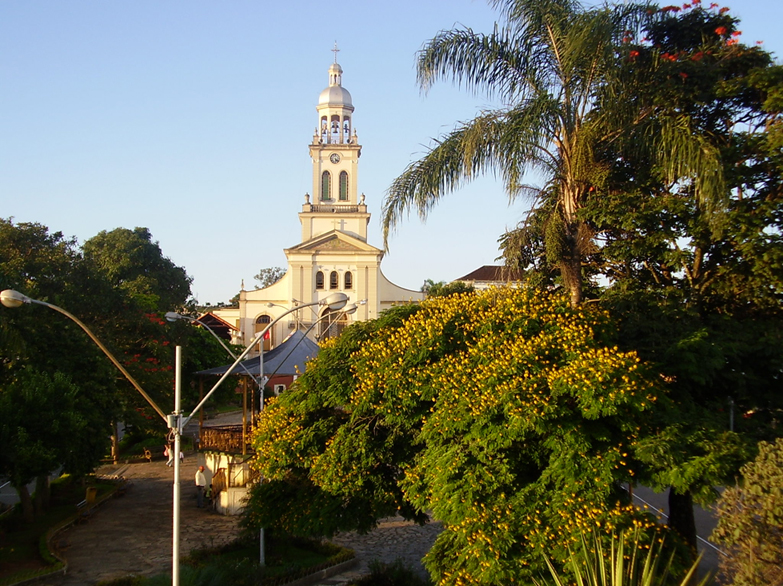
Plaza Cap. Maciel y Iglesia Principal en 2009.

Cruzília es un municipio brasilero del estado de Minas Gerais. De acuerdo con el censo realizado por el Instituto Brasilero de Geografía y Estadística (IBGE) en 2007, su población fue estimada en 14.656 habitantes. 
Localizada en el Sur de Minas, Cruzília pertenece al Camino Velho de la Ruta Real e integra el llamado Circuito Turístico de las Montañas Mágicas de la Mantiqueira. Es conocido por sus haciendas centenarias y por sus caballos de la raza mangalarga marchador.

## Economía
Cruzília es la cuna de los cavallos mangalarga y mangalarga marchador. Vencedores de varios premios nacionales, el municipio cuenta con uno de los mejores planteles de caballos de esta raza en el Brasil, muchos de ellos en haciendas centenarias, cargadas de historias y cultura local.

## Galería

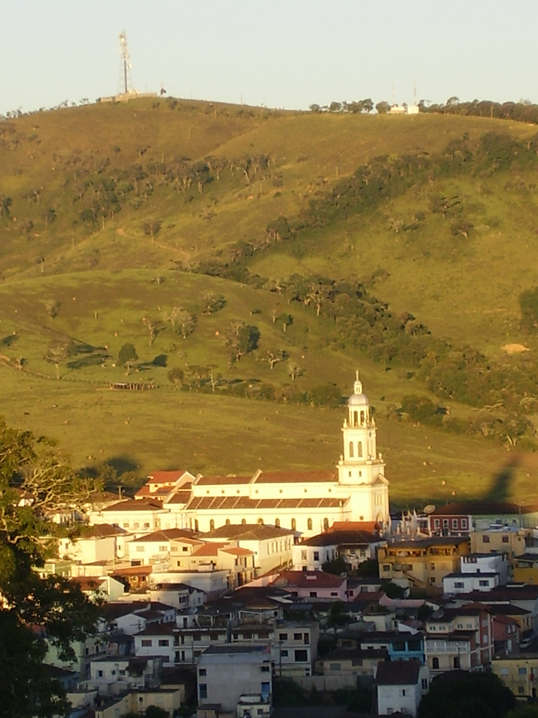
Vista principal de São Sebastião con la sierra al fondo.